# Cogny, Cher
Cogny là một xã thuộc tỉnh Cher trong vùng Centre-Val de Loire miền trung Pháp.

## Dân số
| 1962                                | 1968 | 1975 | 1982 | 1990 | 1999 | 2006 |
| ----------------------------------- | ---- | ---- | ---- | ---- | ---- | ---- |
| 72                                  | 75   | 60   | 40   | 36   | 40   | 37   |
| Từ năm 1962 Dân số không tính trùng |      |      |      |      |      |      |